# Lilith (romanzo)
Lilith (Lilith: A Romance) è un romanzo fantasy di George MacDonald pubblicato nel 1895.
Considerato uno dei più cupi lavori di MacDonald e tra i più profondi, Lilith tratta di vita, morte e redenzione. MacDonald narra di un sonno cosmico che guarisce le anime in pena prima che arrivi la redenzione di tutti. MacDonald era un cristiano universalista, quindi credeva che alla fine tutti si sarebbero salvati. Tuttavia, nel romanzo, il castigo divino non viene preso alla leggera, e la salvezza finale è dura da guadagnare.